# Persone di cognome Mariani
| Questa pagina contiene informazioni ricavate automaticamente dalle voci biografiche con l'ausilio del template Bio e di un bot. L'aggiornamento è periodico e automatico e ricostruisce completamente la pagina. Se manca una persona in questa lista, sei pregato di non aggiungerla, ma accertati piuttosto che la sua voce biografica contenga il template Bio e che i dati anagrafici siano correttamente compilati. Se il template Bio manca, inseriscilo tu stesso o, in alternativa, metti l'avviso {{tmp\|Bio}} che ne segnala la mancanza. Se i dati riportati sono sbagliati, correggi direttamente la voce biografica; le modifiche saranno visibili in questa lista entro pochi giorni. Per chiarimenti vedi il progetto antroponimi. La lista contiene solo le 70 persone che sono citate nell'enciclopedia e per le quali è stato implementato correttamente il template Bio. Pagina aggiornata al 8 apr 2025. |

Questa è una lista di persone presenti nell'enciclopedia che hanno il cognome Mariani, suddivise per attività principale.

## Allenatori di calcio(3)
- Amos Mariani, allenatore di calcio e calciatore italiano (Montecatini Terme, n. 1931 - Montecatini Terme, † 2007)
- Ferruccio Mariani, allenatore di calcio e ex calciatore italiano (Roma, n. 1961)
- Pietro Mariani, allenatore di calcio e ex calciatore italiano (Rieti, n. 1962)

## Ammiragli(1)
- Angelo Mariani, ammiraglio italiano (Brindisi, n. 1935)

## Arbitri di calcio(1)
- Maurizio Mariani, arbitro di calcio italiano (Roma, n. 1982)

## Archeologi(1)
- Lucio Mariani, archeologo italiano (Roma, n. 1865 - Roma, † 1924)

## Architetti(4)
- Giuseppe Mariani, architetto italiano (Pistoia, n. 1681 - Lentini, † 1731)
- Roberto Mariani, architetto italiano (Pisa, n. 1938 - Pisa, † 2001)
- Sebastiano da Lugano, architetto e scultore svizzero (Muzzano - Venezia, † 1528)
- Vittorio Mariani, architetto e urbanista italiano (Siena, n. 1859 - Siena, † 1946)

## Artisti(2)
- Giovanni Maria Mariani, artista italiano (Ascoli Piceno)
- Umberto Mariani, artista e pittore italiano (Milano, n. 1936)

## Astisti(1)
- Maurilio Mariani, ex astista italiano (Ascoli Piceno, n. 1973)

## Attori(1)
- Marco Mariani, attore italiano (Ancona, n. 1918 - Roma, † 1970)

## Attrici(3)
- Marcella Mariani, attrice italiana (Roma, n. 1936 - Monte Terminillo, † 1955)
- Simona Mariani, attrice italiana (Napoli, n. 1954)
- Teresa Mariani, attrice italiana (Firenze, n. 1868 - Castelfranco Veneto, † 1914)

## Biologi(1)
- Mauro Mariani, biologo italiano (Milano, n. 1948)

## Calciatori(8)
- Angelo Mariani, calciatore italiano (Seregno, n. 1924)
- Davide Mariani, calciatore svizzero (Zurigo, n. 1991)
- Edoardo Mariani, calciatore italiano (Milano, n. 1893 - Pisa, † 1956)
- Felice Mariani, calciatore e allenatore di calcio italiano (Caronno Pertusella, n. 1918 - Milano, † 1997)
- Giorgio Mariani, calciatore italiano (Sassuolo, n. 1946 - Sassuolo, † 2011)
- Paolo Mariani, ex calciatore italiano (Pietrasanta, n. 1954)
- Piero Mariani, calciatore italiano (Mortara, n. 1911 - Cilavegna, † 1990)
- Stefano Mariani, ex calciatore italiano (Massa, n. 1957)

## Calciatrici(1)
- Claudia Mariani, ex calciatrice italiana (Cesena, n. 1983)

## Canottieri(1)
- Teodoro Mariani, canottiere italiano (Como, n. 1882 - Monte Zebio, † 1916)

## Cardinali(1)
- Domenico Mariani, cardinale italiano (Posta, n. 1863 - Città del Vaticano, † 1939)

## Cestiste(1)
- Francesca Mariani, ex cestista italiana (Livorno, n. 1985)

## Chimici(1)
- Angelo Mariani, chimico francese (Pero-Casevecchie, n. 1838 - Saint-Raphaël-Valescure, † 1914)

## Chitarristi(1)
- Bruno Mariani, chitarrista, compositore e arrangiatore italiano (Fabriano, n. 1953)

## Compositori(1)
- Giovanni Battista Mariani, compositore italiano (Fossombrone - Roma)

## Conduttori radiofonici(1)
- Paolino DJ, conduttore radiofonico e telecronista sportivo italiano (Melzo, n. 1980)

## Critici letterari(1)
- Gaetano Mariani, critico letterario italiano (Roma, n. 1923 - Roma, † 1983)

## Danzatrici(1)
- Alice Mariani, danzatrice italiana (Massa, n. 1992)

## Direttori d'orchestra(1)
- Angelo Mariani, direttore d'orchestra italiano (Ravenna, n. 1821 - Genova, † 1873)

## Geologhe(1)
- Raffaella Mariani, geologa e politica italiana (San Romano in Garfagnana, n. 1960)

## Ginnaste(1)
- Enus Mariani, ex ginnasta italiana (Cantù, n. 1998)

## Giocatori di curling(1)
- Marco Mariani, giocatore di curling e ex hockeista su ghiaccio italiano (Venezia, n. 1968)

## Giornaliste(1)
- Sara Mariani, giornalista, autrice televisiva e conduttrice televisiva italiana (Firenze, n. 1984)

## Giornalisti(1)
- Cesare Mariani, giornalista, dirigente sportivo e calciatore italiano (Certaldo, n. 1899 - Roma, † 1977)

## Informatici(1)
- Joseph Mariani, informatico francese (n. 1950)

## Ingegneri(1)
- Carlo Mariani, ingegnere, architetto e militare italiano (Milano, n. 1823 - Milano, † 1883)

## Insegnanti(1)
- Emilia Mariani, insegnante, scrittrice e attivista italiana (Torino, n. 1854 - Firenze, † 1917)

## Martelliste(1)
- Micaela Mariani, martellista italiana (Pietrasanta, n. 1988)

## Militari(1)
- Giuseppe Augusto Mariani, militare italiano (Seregno, n. 1884 - Cesano Maderno, † 1959)

## Ottici(1)
- Jacopo Mariani, ottico italiano (Firenze)

## Pianisti(1)
- Mario Mariani, pianista e compositore italiano (Pesaro, n. 1970)

## Piloti motociclistici(2)
- Isacco Mariani, pilota motociclistico italiano (Lissone, n. 1892 - Asso, † 1925)
- Lorenzo Mariani, pilota motociclistico italiano (Sassocorvaro, n. 1975)

## Pittori(4)
- Carlo Maria Mariani, pittore italiano (Roma, n. 1931 - New York, † 2021)
- Cesare Mariani, pittore italiano (Roma, n. 1826 - Roma, † 1901)
- Marcello Mariani, pittore e scultore italiano (L'Aquila, n. 1938 - L'Aquila, † 2017)
- Pompeo Mariani, pittore italiano (Monza, n. 1857 - Bordighera, † 1927)

## Politiche(1)
- Paola Mariani, politica italiana (Macerata, n. 1959)

## Politici(5)
- Enrico Mariani, politico italiano (Cremona, n. 1900 - † 1978)
- Felice Mariani, politico e ex judoka italiano (Roma, n. 1954)
- Livio Mariani, politico, storico e giurista italiano (Oricola, n. 1793 - Atene, † 1855)
- Marco Mariani, politico italiano (Monza, n. 1953)
- Nello Mariani, politico italiano (L'Aquila, n. 1923 - Vasto, † 2009)

## Rapper(1)
- Murubutu, rapper e cantautore italiano (Reggio Emilia, n. 1975)

## Rugbisti a 15(1)
- Roberto Mariani, ex rugbista a 15 e rugbista a 7 italiano (Vittorio Veneto, n. 1984)

## Scrittori(1)
- Mario Mariani, scrittore, poeta e giornalista italiano (Roma, n. 1883 - San Paolo del Brasile, † 1951)

## Scultori(1)
- Camillo Mariani, scultore, pittore e architetto italiano (Vicenza, n. 1567 - Roma, † 1611)

## Sindacalisti(1)
- Francesco Mariani, sindacalista e politico italiano (Milano, n. 1886 - † 1976)

## Sociologi(1)
- Lama Dino Cian Ciub Ghialtzen, sociologo italiano (Vercelli, n. 1949)

## Storici dell'arte(1)
- Valerio Mariani, storico dell'arte e critico d'arte italiano (Roma, n. 1899 - Roma, † 1982)

## Velocisti(1)
- Orazio Mariani, velocista italiano (Milano, n. 1915 - † 1981)

## Vescovi cattolici(1)
- Giacomo Mariani, vescovo cattolico italiano († 1470)